# Konstantin Leselidse

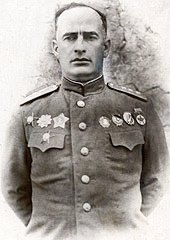
Generalleutnant Konstantin N. Leselidse

Denkmal von Konstantin Leselidse in Tiflis

Konstantin Nikolajewitsch Leselidse (russisch: Константин Николаевич Леселидзе, georgisch: კონსტანტინე ლესელიძე; * 2. Oktoberjul. / 15. Oktober 1903greg. in Ozurgeti, Provinz Kutaisi; †  21. Februar 1944 in Moskau) war ein sowjetischer Generaloberst georgischer Herkunft, der im Zweiten Weltkrieg als mehrfacher Armeeführer eingesetzt war und postum mit dem Titel Held der Sowjetunion ausgezeichnet wurde. Sein Bruder war Viktor Lesselidse.

## Leben
Leselidse wurde im Oktober 1903 oder nach anderen Quellen am 15. (28.) März 1904 in Hvarbeti, Ozurgeti geboren. Von Mai 1912 bis September 1913 arbeitete er auf den Teeplantagen von Chakvi bei Batumi. Von September 1913 bis Mai 1917 besuchte er zwei Klassen der Landwirtschaftsschule in Ozurgeti. Von September 1917 bis 1919 Mai absolvierte er die dortige höhere Grundschule. Ab September 1919 studierte er an der Sportschule und verließ diese mit der 5. Klasse im Mai 1921. Seit 1920 war er Mitglied der Union der Kommunistischen Jugend.

### In der Roten Armee
Im Mai 1921 trat er in die Rote Armee ein. Bis August 1921 war er Kadett bei der kaukasischen Rotbanner-Armee und bis Dezember 1922 besuchte er die georgische Militärschule. Von September bis Oktober 1922 nahm er an Operationen gegen die Truppen des Prinzen Cholokajew in Khevsureti als Batterieführer teil. Vom 10. Februar bis 4. April 1923 nahm er als Zugsführer am Kampf gegen die bewaffnete Einheiten teil. Er absolvierte 1924 die Militärschule in Dusheti und wurde am 28. Juni 1924 Kandidat der Kommunistischen Partei (Bolschewiki) in Grusinien sowie am 10. Juli 1925 Mitglied der KPdSU. 1925 bestand er die Prüfung an der Artillerieschule in Tiflis und fungierte von Mai 1925 bis Oktober 1926 als Assistent des Batteriekommandanten dieser Anstalt. Von Oktober 1926 bis September 1927 war er stellvertretender Kommandant der georgischen Militärschule vereint Batterien. Von September 1927 bis Februar 1930 war er Batteriechef im 1. georgischen Schützenregiment der kaukasischen Rotbanner-Armee. Dazwischen besuchte er vom November 1928 bis September 1929 den Auffrischungskur für Artillerie-Kommandeure der Roten Armee in Zarskoje Selo. Von Februar 1930 bis April 1931 war der Kommandeur des 5. Bataillons des zuvor genannten Schützen-Regiments. Von April 1931 bis Juli 1937 fungierte er als Kommissar des 2. georgischen Artillerie-Regiment, daneben war er Delegierter am IX. Kongress (4.–14. Januar 1934) und am  X. Kongress (15.–21. Mai 1937) der Kommunistischen Partei in Georgien. Am 17. Februar 1936 wurde er zum Oberst befördert. Von Juli 1937 bis Juni 1938 war er Kommandant der georgischen 63. Schützendivision im Militärbezirk Transkaukasus. Nach anderen Quellen war er von August 1937 bis November 1937 stellvertretender Kommandant der 63. Schützen-Division und dann von November 1937 bis Juli 1938 eigentlicher Kommandeur der Division. Auf  Beschluss des Zentralkomitees der KPdSU vom 7. März 1938 und der Order des Volkskommissars für Verteidigung vom 16. April wurde für die Rote Armee ein einheitliches System durchgesetzt. Aus diesem Grund wurde alle nationalen Landkreise vom 5. Mai bis zum 15. Juni Jahre 1938 auf Grundlage der exterritorialen Vorgaben neu organisiert: Seine Division wurde in diesem Zusammenhang in 63. Gebirgs-Schützendivision umbenannt. Von Juni 1938 bis Februar war er Chef der Artillerie der 5. Schützendivision im Besonderen Militärbezirk von Beloruss.

### Im Zweiten Weltkrieg
Im September 1939 nahm er am Feldzug in Ostpolen teil, wobei die 5. Schützendivision bei der 3. Armee (General W. I. Kusnezow) im Raum der Republik Litauen eingesetzt wurde. Von Februar 1941 bis August 1941 war er Chef der Artillerie der 2. Schützenkorps (General Jermakow) an der Westfront. Im Deutsch-Sowjetischen Krieg kämpften seine Truppen ab 25. Juni 1941 während der Schlacht von Minsk im Raum Schklow. Von August 1941 bis 14. Juni 1942 war er stellvertretender Kommandeur der Artillerie der 50. Armee bei den Kämpfen um Kritschew, Brjansk und Belew, später bei der Gegenoffensive von Tula, Kaluga und Juchnow. Am 2. Februar 1942 wurde er zum Generalmajor ernannt. Von Juni 1942 bis August 1942 war er Kommandeur des 3. Schützenkorps bei der Transkaukasusfront. Von August 1942 bis Januar 1943 befehligte er die 46. Armee der Transkaukasusfront, dazwischen wurde er am 14. Oktober 1942 zum Generalleutnant befördert.
Von Januar 1943 bis März 1943 war er Kommandeur der 47. Armee der Transkaukasusfront und nahm an der Verteidigung und Befreiung des Kaukasus teil. Von März 1943 bis Januar 1944 war er Kommandant der 18. Armee der Nordkaukasusfront und kämpfte bei Krasnodar, Noworossijsk, in der Noworossijsk-Tamaner und Kertsch-Eltigener Operation.  Am 9. Oktober 1943 erhielt er infolge seiner Leistungen bei der Besetzung von Noworossijsk und Anapa den Rang eines Generalobersten zuerkannt. Seine 18. Armee wurde zur 1. Ukrainischen Front überstellt und nahm dann an der Schitomir-Berditschewer Operation teil. Ab 14. Februar 1944 wurde er im Zentralen Mandryka-Militärkrankenhaus des Volkskommissariat für Verteidigung in Moskau behandelt, wo er von der Front für die Behandlung wegen einer schweren Influenza evakuiert worden war. Sein Bruder Oberstleutnant Viktor Nikolajewitsch fiel kurz darauf bei militärischen Aktionen. Konstantin Nikolajewitsch verstarb am 21. Februar 1944 an seiner Krankheit und wurde am 26. Februar 1944 in Tiflis am Staro-Vera-Friedhof beigesetzt und am 26. Februar 1974 in den Didube Pantheon für Schriftsteller und Persönlichkeiten des öffentlichen Lebens in Tiflis umgebettet.
| Personendaten    | Personendaten                                                                     |
| ---------------- | --------------------------------------------------------------------------------- |
| NAME             | Leselidse, Konstantin                                                             |
| ALTERNATIVNAMEN  | Leselidse, Konstantin Nikolajewitsch; Леселидзе, Константин Николаевич (russisch) |
| KURZBESCHREIBUNG | sowjetischer Generaloberst                                                        |
| GEBURTSDATUM     | 15. Oktober 1903                                                                  |
| GEBURTSORT       | Ozurgeti                                                                          |
| STERBEDATUM      | 21. Februar 1944                                                                  |
| STERBEORT        | Moskau, Sowjetunion                                                               |